# Andrés Gimeno
Andrés Gimeno Tolaguera (Barcellona, 3 agosto 1937 – Barcellona, 9 ottobre 2019) è stato un tennista spagnolo.

## Carriera
Gimeno passò tra i professionisti nel 1960, l'anno in cui divenne il primo tennista spagnolo a vincere il Torneo Godó. Nello stesso torneo arrivò alla finale del doppio maschile insieme a José Luis Arilla ma vennero sconfitti dagli australiani Roy Emerson e Neale Fraser.
Nei tornei del Grande Slam raggiunse la prima finale agli Australian Open 1969 dove venne sconfitto in tre set da Rod Laver che in quella stagione vinse tutti e 4 i tornei dello Slam. Nel 1972 vince il Roland Garros battendo in finale il Francese Patrick Proisy e stabilendo il record di persona più vecchia a vincere il torneo, all'età di 34 anni e 10 mesi (record detenuto fino al 5 giugno 2022, quando il suo connazionale, Rafael Nadal, ha vinto il Roland Garros all'età di 36 anni e due giorni). Nel doppio ottiene una finale agli US Open 1968 in coppia con Arthur Ashe, ma la coppia viene sconfitta da Bob Lutz e Stan Smith.
È stato inserito nella International Tennis Hall of Fame nel 2009.

## Finali del Grande Slam

### Vinte (1)
| Anno | Torneo        | Avversario in finale | Risultato          |
| 1972 | Roland Garros | Patrick Proisy       | 4-6, 6-3, 6-1, 6-1 |

### Perse (1)
| Anno | Torneo          | Avversario in finale | Risultato     |
| 1969 | Australian Open | Rod Laver            | 6-3, 6-4, 7-5 |